# Тячівка
Тя́чівка — село в Україні, в Тячівській міській територіальній громаді Закарпатської області.
Перші згадки 1336 — Thechewyze, 1410 — Techöpataka, 1411 — Kysthechew
На території населеного пункту функціонує загальноосвітня школа І-ІІ ст. та амбулаторія загальної практики сімейної медицини.

## Географія
Селом тече річка Мартос.

## Туристичні місця
- мінеральні води
- озера

## Населення
Згідно з переписом УРСР 1989 року чисельність наявного населення села становила 1278 осіб, з яких 615 чоловіків та 663 жінки.
За переписом населення України 2001 року в селі мешкали 1553 особи.

### Мова
Розподіл населення за рідною мовою за даними перепису 2001 року:
| Мова       | Відсоток |
| ---------- | -------- |
| українська | 99,10 %  |
| російська  | 0,58 %   |
| угорська   | 0,26 %   |
| румунська  | 0,06 %   |